# Arthur et la Vengeance de Maltazard
Pour les articles homonymes, voir Arthur et la Vengeance de Maltazard (homonymie).
Arthur et la Vengeance de Maltazard est le troisième tome de la série de livres Arthur et les Minimoys.

## Adaptations

### Au cinéma
Arthur et la vengeance de Maltazard est sorti en France le 2 décembre 2009.

### En bande dessinée
Arthur et la vengeance de Maltazard, scénario de Luc Besson, Glénat, collection Jeunesse (à partir de Tome 2)
1. La BD du film - Tome 1, dessins de Cécile, 2009  (ISBN 978-2-7234-7356-9)
2. La BD du film - Tome 2, dessins de Cécile, 2010  (ISBN 978-2-7234-7525-9)
3. La Guerre des deux mondes, dessins de Cécile et Fred Vignaux, 2010  (ISBN 978-2-7234-7927-1)